# 海拉西米夫卡 (锡内利尼科韦区)
47°52′42″N 36°10′17″E / 47.87833°N 36.17139°E
海拉西米夫卡（烏克蘭語：Герасимівка），是烏克蘭的村落，位於該國中部第聶伯羅彼得羅夫斯克州，由錫內利尼科韋區波克羅夫斯凱市鎮負責管轄，處於海丘爾河左岸，分別距離布拉茨凱0.5公里和皮夏内2公里，始建於1930年，面積0.04平方公里，海拔高度82米，2001年人口80。